# 2016年帛琉大選
2016年帛琉大選將在2016年11月1日舉行，選出候任帛琉總統及帛琉國會議員。

## 總統選舉
時任總統湯米·雷蒙傑索尋求連任，他的小舅子、參議員惠恕仁也參選總統。
2016年11月4日，雷蒙傑索以78票領先惠恕仁，到11月10日政府宣布雷蒙傑索以255票擊敗惠恕仁獲連任。
| 党派 | 党派         | 候选人        | 得票数 | 百分比 |
| ---- | ------------ | ------------- | ------ | ------ |
|      | 独立政治人物 | 湯米·雷蒙傑索 | 5,109  | 51.3   |
|      | 独立政治人物 | 惠恕仁        | 4,854  | 48.7   |
| 合计 | 合计         | 合计          | 9,963  | 100    |

## 選舉制度
帛琉總統選舉採用兩輪選舉制；帛琉眾議院16名議員以各州作單議席選區用簡單多數決選出；而參議院11名議員則從全國單一選區中以全票制選出，每名選民有13票，是屆參議院議員由13名減至11名。